# Marion Leonard
Marion Leonard (Cincinnati, 9 giugno 1881 – Woodland Hills, 9 gennaio 1956) è stata un'attrice statunitense dell'epoca del cinema muto.

## Biografia
Originaria dell'Ohio, Marion Leonard lavorò in ambito teatrale fino al 1908 quando, ventisettenne, firmò un contratto con lo studio cinematografico American Mutoscope and Biograph Company. Debuttò sullo schermo nel cortometraggio At the Crossroads of Life, diretto da Wallace McCutcheon Jr. e tratto da una sceneggiatura di D.W. Griffith.
Nel giro di un anno cominciò ad ottenere ruoli da protagonista, spesso in film diretti da Griffith. In un'epoca in cui i nomi degli attori non erano ancora citati nei cartelloni degli spettacoli, fu la prima attrice ad essere annunciata sugli stessi come La ragazza della Biograph. Tra i film della Biograph a cui prese parte trentadue erano interpretati anche da un'altra promettente giovane attrice, Mary Pickford.
Mentre lavorava per la Biograph incontrò lo sceneggiatore e regista Stanner E.V. Taylor, con il quale iniziò una relazione che si concluse con il matrimonio. La coppia lasciò poi la Biograph per realizzare film, sempre insieme, sia per la Universal Pictures e altri studi sia la casa di produzione di loro proprietà. 
Nel 1915, dopo aver partecipato a più di 150 film, Marion Leonard si ritirò dalle scene, per effettuare solo un singolo occasionale ritorno nel 1926 quando apparve in una comica di Mack Sennett.
Morì nel 1956, all'età di 75 anni, al Motion Picture & Television Country House and Hospital di Woodland Hills in California.

## Filmografia
- At the Crossroads of Life, regia di Wallace McCutcheon Jr. (1908)
- The Tavern Keeper's Daughter, regia di David W. Griffith (1908)
- The Bandit's Waterloo, regia di David W. Griffith (1908)
- The Greaser's Gauntlet, regia di David W. Griffith (1908)
- The Fatal Hour, regia di David W. Griffith (1908)
- Where the Breakers Roar, regia di David W. Griffith (1908)
- Father Gets in the Game, regia di David W. Griffith (1908)
- The Feud and the Turkey, regia di David W. Griffith (1908)
- The Test of Friendship, regia di David W. Griffith (1908)
- An Awful Moment, regia di David W. Griffith (1908)
- The Christmas Burglars, regia di David W. Griffith (1908)
- The Helping Hand, regia di David W. Griffith (1908)
- The Heart of an Outlaw, regia di David W. Griffith (1909)
- One Touch of Nature, regia di David W. Griffith (1909)
- The Maniac Cook, regia di David W. Griffith (1909)
- Love Finds a Way, regia di David W. Griffith (1909)
- The Sacrifice, regia di David W. Griffith (1909)
- A Rural Elopement, regia di David W. Griffith 1909
- The Criminal Hypnotist, regia di David W. Griffith (1909)
- The Fascinating Mrs. Francis, regia di David W. Griffith (1909)
- The Welcome Burglar, regia di David W. Griffith (1909)
- The Cord of Life, regia di David W. Griffith 1909
- The Girls and Daddy, regia di David W. Griffith (1909)
- The Brahma Diamond, regia di David W. Griffith (1909)
- A Wreath in Time, regia di David W. Griffith (1909)
- Tragic Love, regia di David W. Griffith (1909)
- The Joneses Have Amateur Theatricals, regia di David W. Griffith (1909)
- The Hindoo Dagger, regia di David W. Griffith (1909)
- The Politician's Love Story, regia di David W. Griffith (1909)
- The Golden Louis, regia di David W. Griffith (1909)
- At the Altar, regia di David W. Griffith (1909)
- The Prussian Spy, regia di David W. Griffith (1909)
- A Fool's Revenge, regia di David W. Griffith (1909)
- The Roue's Heart, regia di David W. Griffith (1909)
- The Salvation Army Lass, regia di David W. Griffith (1909)
- The Lure of the Gown, regia di David W. Griffith (1909)
- The Voice of the Violin, regia di David W. Griffith (1909)
- And a Little Child Shall Lead Them, regia di David W. Griffith (1909)
- A Burglar's Mistake, regia di David W. Griffith (1909)
- The Medicine Bottle, regia di David W. Griffith (1909)
- A Drunkard's Reformation, regia di David W. Griffith (1909)
- Trying to Get Arrested, regia di David W. Griffith (1909)
- A Rude Hostess, regia di David W. Griffith (1909)
- The Winning Coat, regia di David W. Griffith (1909)
- The Drive for a Life, regia di David W. Griffith (1909)
- Lucky Jim, regia di David W. Griffith (1909)
- Tis an Ill Wind That Blows No Good, regia di David W. Griffith (1909)
- The Eavesdropper, regia di David W. Griffith (1909)
- The Note in the Shoe, regia di David W. Griffith (1909)
- The Jilt, regia di David W. Griffith (1909)
- Resurrection, regia di David W. Griffith (1909)
- Two Memories, regia di David W. Griffith (1909)
- His Duty, regia di David W. Griffith (1909)
- The Violin Maker of Cremona, regia di David W. Griffith (1909)
- The Lonely Villa, regia di David W. Griffith (1909)
- A New Trick, regia di David W. Griffith (1909)
- The Faded Lilies, regia di David W. Griffith (1909)
- Her First Biscuits, regia di David W. Griffith (1909)
- The Peachbasket Hat, regia di David W. Griffith (1909)
- The Way of Man, regia di David W. Griffith (1909)
- With Her Card, regia di David W. Griffith (1909)
- The Indian Runner's Romance (1909)
- The Mills of the Gods, regia di David W. Griffith (1909)
- Pranks, regia di David W. Griffith (1909)
- The Sealed Room, regia di David W. Griffith (1909)
- The Hessian Renegades, regia di David W. Griffith (1909)
- Comata, the Sioux, regia di David W. Griffith (1909)
- The Children's Friend, regia di David W. Griffith (1909)
- The Broken Locket, regia di David W. Griffith (1909)
- Leather Stocking, regia di David W. Griffith (1909)
- Pippa Passes, regia di David W. Griffith (1909)
- Fools of Fate, regia di David W. Griffith  (1909)
- His Lost Love, regia di David W. Griffith (1909)
- The Expiation, regia  di David W. Griffith (1909)
- In the Watches of the Night, regia di David W. Griffith (1909)
- Lines of White on a Sullen Sea, regia di David W. Griffith (1909)
- The Gibson Goddess, regia di David W. Griffith (1909)
- Nursing a Viper, regia di David W. Griffith (1909)
- The Light That Came, regia di David W. Griffith (1909)
- The Restoration, regia di David W. Griffith (1909)
- A Sweet Revenge, regia di David W. Griffith (1909)
- In the Window Recess, regia di David W. Griffith (1909)
- The Death Disc: A Story of the Cromwellian Period, regia di David W. Griffith (1909)
- Through the Breakers, regia di David W. Griffith (1909)
- The Test, regia di David W. Griffith (1909)
- A Trap for Santa Claus, regia di David W. Griffith (1909)
- In Little Italy, regia di David W. Griffith (1909)
- The Day After, regia di David W. Griffith (1909)
- The Rocky Road, regia di David W. Griffith (1910)
- On the Reef, regia di David W. Griffith (1910)
- The Call, regia di David W. Griffith (1910)
- The Cloister's Touch, regia di David W. Griffith (1910)
- The Duke's Plan, regia di David W. Griffith (1910)
- In Old California, regia di David W. Griffith (1910)
- The Converts, regia di David W. Griffith (1910)
- Gold Is Not All, regia di David W. Griffith (1910)
- His Last Dollar, regia di David W. Griffith (1910)
- The Two Brothers, regia di David W. Griffith (1910)
- As It Is in Life, regia di David W. Griffith (1910)
- Thou Shalt Not, regia di David W. Griffith (1910)
- The Gold Seekers, regia di David W. Griffith – cortometraggio (1910)
- Love Among the Roses, regia di David W. Griffith – cortometraggio (1910)
- Over Silent Paths, regia di David W. Griffith – cortometraggio (1910)
- An Affair of Hearts, regia di David W. Griffith, Frank Powell (1910)
- The Call to Arms, regia di David W. Griffith (1910)
- A Salutary Lesson, regia di David W. Griffith (1910)
- The Sorrows of the Unfaithful, regia di David W. Griffith (1910)
- The Oath and the Man, regia di David W. Griffith (1910)
- Rose O'Salem Town, regia di David W. Griffith (1910)
- In the Gray of the Dawn o The Gray of the Dawn, regia di Eugene Sanger – cortometraggio (1910)
- The Armorer's Daughter – cortometraggio (1910)
- Where Sea and Shore Doth Meet – cortometraggio (1910)
- Under a Changing Sky (1910)
- Moulders of Souls (1910)
- So Runs the Way (1910)
- When Woman Wills (1910)
- A Dispensation (1910)
- The Thin Dark Line (1910)
- The Refuge (1910)
- A Sacrifice, and Then (1910)
- Tangled Lines (1911)
- The Two Paths, regia di David W. Griffith (1911)
- As the Master Orders – cortometraggio (1911)
- The Hour of Fate – cortometraggio (1911)
- On Kentucky Soil – cortometraggio (1911)
- A Country Girl – cortometraggio (1911)
- The Vows – cortometraggio (1911)
- For Remembrance – cortometraggio (1911)
- The Last Laugh (1911)
- A Brass Button (1911)
- The Command from Galilee – cortometraggio (1911)
- The School Ma'am's Courage (1911)
- The Little Avenger – cortometraggio (1911)
- Souls Courageous – cortometraggio (1911)
- Ever the Accuser (1911)
- The Trump Card (1911)
- From the Valley of Shadows (1911)
- At Sword's Points (1911)
- Till Death Do Us Part – cortometraggio (1911)
- A Tale of Ebon Tints (1911)
- In the Tepee's Light – cortometraggio (1911)
- Such Is the Kingdom (1911)
- Over the Shading Edge (1911)
- A Left Hook (1911)
- The Conflict – cortometraggio (1911)
- The Harvest – cortometraggio (1911)
- O'er Grim Fields Scarred (1911)
- In Flowers Paled (1911)
- The Minute and the Maid (1911)
- The Price of Vanity (1911)
- For His Sake – cortometraggio (1911)
- The Defender of the Name, regia di Stanner E.V. Taylor (1912)
- Through Twisting Lanes, regia di Stanner E.V. Taylor (1912)
- So Speaks the Heart, regia di Stanner E.V. Taylor (1912)
- Under Her Wing (1912)
- The End of the Circle, regia di Stanner E.V. Taylor (1912)
- Through Flaming Gates, regia di Stanner E.V. Taylor (1912)
- Songs of Childhood Days, regia di Stanner E.V. Taylor (1912)
- In Payment Full, regia di Stanner E.V. Taylor (1912)
- The Strength of the Weak, regia di Stanner E.V. Taylor (1912)
- The Light on the Way, regia di Stanner E.V. Taylor (1912)
- The Unending Love, regia di Stanner E.V. Taylor (1912)
- The Seal of Time, regia di Stanner E.V. Taylor (1912)
- While Wedding Bells Ring Ou, regia di Stanner E.V. Taylor (1912)
- The Serpent's Eyes, regia di Stanner E.V. Taylor (1912)
- A Thorn in Vengeance, regia di Stanner E.V. Taylor (1912)
- The Eternal Conflict, regia di Stanner E.V. Taylor (1912)
- What Avails the Crown, regia di Stanner E.V. Taylor (1912)
- Stars: Their Courses Change, regia di Stanner E.V. Taylor (1912)
- Ashes of Hope, regia di Stanner E.V. Taylor (1912)
- Tears o' Peggy, regia di Stanner E.V. Taylor (1912)
- The Diamond Path, regia di Stanner E.V. Taylor (1912)
- The Voice of the Millions, regia di Stanner E.V. Taylor (1912)
- Looking Backward, regia di Stanner E.V. Taylor (1912)
- The Unknown Bride, regia di Stanner E.V. Taylor (1912)
- The Mother Heart, regia di Stanner E.V. Taylor (1912)
- When Love Rules, regia di Stanner E.V. Taylor (1912)
- Through Memory Blank, regia di Stanner E.V. Taylor (1912)
- The Hour of Peril, regia di Stanner E.V. Taylor (1912)
- None Can Do More, regia di Stanner E.V. Taylor (1912)
- Thus Many Souls, regia di Stanner E.V. Taylor (1912)
- The Leader of the Band, regia di Stanner E.V. Taylor (1912)
- In Honor Bound, regia di Stanner E.V. Taylor (1912)
- The Ghost of a Bargain, regia di Stanner E.V. Taylor (1912)
- Lost a Husband, regia di Stanner E.V. Taylor (1912)
- The Conflict's End, regia di Stanner E.V. Taylor (1912)
- The Hidden Bonds, regia di Stanner E.V. Taylor (1912)
- Those Who Live in Glass Houses (1913)
- The Dead Secret, regia di Stanner E.V. Taylor (1913)
- Carmen, regia di Stanner E.V. Taylor (1913)
- As in a Looking Glass, regia di Stanner E.V. Taylor (1913)
- The Seed of the Fathers, regia di Stanner E.V. Taylor (1913)
- A Tender-Hearted Crook (1913)
- The Rose of Yesteryear (1914)
- The Awakening of Donna Isolla, regia di Stanner E.V. Taylor (1914)
- Mother Love, regia di Stanner E.V. Taylor (1914)
- The Light Unseen, regia di Stanner E.V. Taylor (1914)
- The Vow, regia di Stanner E.V. Taylor (1915)
- The Dragon's Claw (1915)